# Hot Stuff the Little Devil

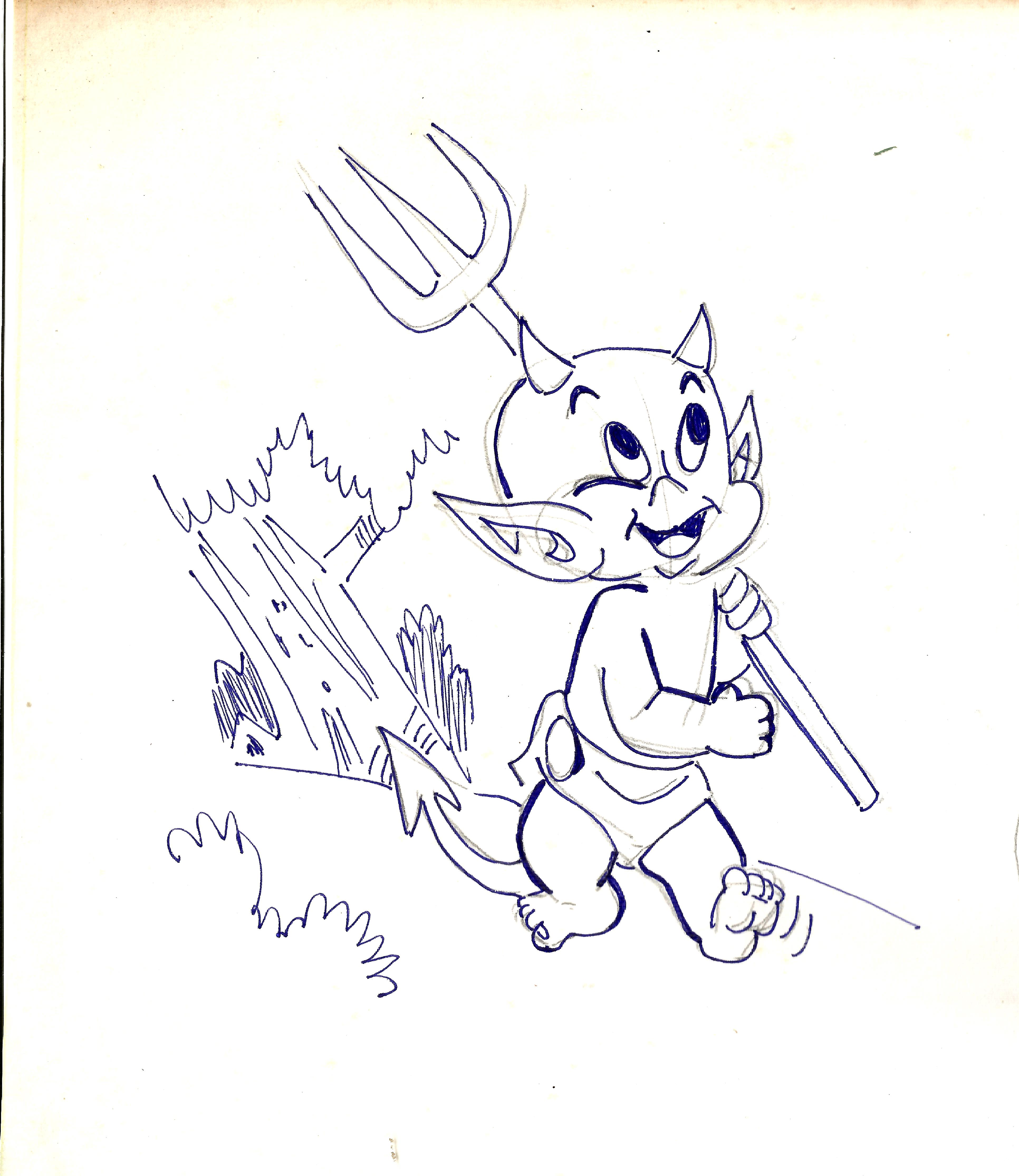
Brasinha

Hot Stuff, the Little Devil (Brasinha, no Brasil e Portugal) é um personagem de história em quadrinhos, publicado pela editora estadunidense Harvey Comics (responsável também por Gasparzinho e Riquinho, nomes no Brasil) a partir de outubro de 1957.
Em língua portuguesa Brasinha foi publicado pela Editora O Cruzeiro, Editora Vecchi e finalmente pela Rio Gráfica Editora, nos anos 60 e 70.
Howard Post e Warren Kremer foram os principais desenhistas das histórias do Brasinha, sendo o último seu criador. O humor inventivo de Howard Post dominou os temas das estórias durante anos. Warren Kremer também ilustrou Miudinho por muitos anos, tendo sido também responsável pela maioria das capas das revistas do Brasinha.
Personagens que frequentemente apareciam no Gibi: Miudinho e Lelo.
O personagem Brasinha está fora de circulação há muitos anos mesmo nos Estados Unidos, seu país de origem. Atualmente há uma compilação de algumas estórias clássicas do Brasinha no especial Harvey Classics nº 2 pela Dark Horse Comics.
Diferente de Gasparzinho, Brasinha nunca teve um desenho animado, suas vendas também nunca atingiram grandes patamares apesar de roteiros e desenhos superiores. Seu lado sombrio não era facilmente deglutível pela sociedade conservadora americana.
No Brasil, Brasinha concorria em paridade de vendas com gibis infantis já consolidados no mercado nacional como Turma da Mônica e Disney. No final dos anos 80 com a queda nas vendas, a RGE deixou de publicar o gibi e nenhuma outra editora se interessou em dar prosseguimento a publicação. Em janeiro de 2013 foi confirmada a volta da publicação em língua portuguesa pela Pixel Media, selo da Ediouro Publicações
A modelo cubana Vida Guerra tem uma tatuagem do personagem.
O America Football Club e o América Futebol Clube (São Paulo) o tem como Mascote.